# Ocier
Ocier (en sard Othieri, en italià Ozieri) o  és un municipi sard, situat a l'illa de Sardenya i a la província de Sàsser. L'any 2008 tenia 11.031 habitants. Es troba a la regió de Monteacuto. Limita amb els municipis d'Ardara, Chiaramonti, Erula, Ittireddu, Mores, Nughedu San Nicolò, Oschiri (OT), Pattada i Tula.

## Administració
| Període | Identitat     | Partit        |
| ------- | ------------- | ------------- |
| 2006-   | Leonardo Ladu | Llista cívica |

## Personatges il·lustres
- Francescu Ignaziu Mannu, autor de l'Innu de su patriotu sardu contra o sus feudatarios.